# László Zsigmond (zenetörténész)
László Zsigmond, született Singer Zsigmond (Nagytétény, 1893. május 23. – Budapest, 1981. július 28.) Erkel Ferenc-díjas (1962) zenetörténész, filológus, a zenetudományok kandidátusa (1972).

## Életpályája
Nagytétényen született 1893. május 23-án Singer Fülöp és Spitzer Hermin (1865–1945) gyermekeként izraelita vallású családban. 1911-1916 között a budapesti, lipcsei és bécsi egyetem bölcsészettudományi karán végezte irodalmi tanulmányait. 1919. június 9-én Budapesten házasságot kötött Schaefer Jónás és Stern Amália lányával, Rozáliával. Doktori disszertációja: A kuruc balladák (Budapest, 1917) volt. 1945-1948 között a Goldmark Károly Zeneiskola igazgatója volt, majd 1955-ig a budapesti körzeti zeneiskolák zenetörténet tanára lett.
Budapesten hunyt el 88 évesen, 1981. július 28-án.

## Munkássága
Elsősorban magyar verselmélettel, ritmustannal, zenei prozódiával,  magyar zenetörténettel, zenekritikával és zenei műfordításokkal foglalkozott.

## Főbb munkái
- 36 francia népdal (műfordítás, Budapest, 1949)
- Liszt Ferenc és az orosz zene (Budapest, 1955)
- Erkel Ferenc élete képekben (Budapest, 1956, 1958, 1961, oroszul 1964)
- Ritmus és dallam. A magyar vers és ének prozódiája (Budapest, 1961)
- Az ifjú Liszt. 1811-1839 (Budapest, 1962)
- A rím varázsa (Budapest, 1972)
- Liszt Ferenc élete képekben és dokumentumokban (Mátéka Boleszlávval, Budapest, 1978, orosz, német, angol, francia nyelven is)
- Költészet és zeneiség (Budapest, 1985).

## Írásai
- prozódiai tanulmányok
- zenei cikkek
- kritikák
- fordítások
- oratórium-szövegek